# Corynebacterium diphtheriae
Corynebacterium diphtheriae là vi khuẩn gây ra bệnh bạch hầu. Loài vi khuẩn này cũng được biết đến với cái tên Trực khuẩn Klebs-Löffler, vì được khám phá vào năm 1884 do hai nhà vi khuẩn học người Đức là Edwin Klebs (1834 – 1912) và Friedrich Löffler (1852 – 1915).

## Phân loại
C. diphtheriae được chia làm 4 type là: C. diphtheriae mitischodis, C. diphtheriae intermedius, C. diphtheriae gravis, và C. diphtheriae belfanti. Bốn type này khác nhau tương đốii về hình thể và tính chất sinh hóa như khả năng chuyển hóa chất dinh dưỡng và sinh độc tố nhưng giống nhau ở khả năng sinh độc tố.

## Chẩn đoán
Trên tiêu bản nhuộm Gram C. diphtheriae bắt màu Gram dương, hình dạng thẳng hoặc hơi cong, hoặc dạng hình chùy (hai đầu tròn phình to hơn thân) và sắp xếp không nhất định (thông thường có dạng chữ Hán). Khi nhuộm bằng các phương pháp đặc biệt khác như Alberts và Ponder sẽ phát hiện được các hạt di nhiễm sắc trong các vùng cực (còn được gọi là 'Hạt Cực' và những cái tên khác như Hạt Babes Ernst, Volutin,...v.v). Sau đó, nuôi cấy trong môi trường dinh dưỡng, có tên huyết thanh Löffler, cho phép vi khuẩn chiếm ưu thế so với các vi sinh vật khác hiện diện trong tiêu bản. Cuối cùng, sử dụng thạch chọn lọc tellurite agar, cho phép loài Corynebacteria (bao gồm C. diphtheriae) sản sinh ra tellurite làm cho khúm lạc biến thành màu nâu và chỉ trong trường hợp có C. diphtheriae, một vòng màu đen xung quanh khuẩn lạc được tạo thành giúp cho việc phân biệt dễ dàng với các sinh vật khác.
Để sản sinh ra độc tố, C. diphtheriae cần một nồng độ thấp kim loại sắt. Khi nồng độ sắt lên quá cao, những phân tử sắt sẽ ngăn chặn aporepressor trên chủng phage beta, mang gen quy định khả năng sản sinh độc tố, khiến cho nó trở thành repressor và chấm dứt quá trình tổng hợp độc tố. Để xác định độc tố của bệnh bạch hầu, người ta dùng phản ứng Elek.

## Tính nhạy cảm
Vi khuẩn nhạy cảm với phần lớn các loại kháng sinh, như penicillin, ampicillin, cephalosporin, quinolone, chloramphenicol, tetracycline, cefuroxime và trimethoprim.